# HEAO-3
El satélite HEAO-3 fue el tercero de la serie de observatorios astronómicos espaciales de altas energías High Energy Astronomy Observatory, desarrollada por la NASA. Fue lanzado el 20 de septiembre de 1979 a una órbita de 500 km de altitud y 43,6 grados de inclinación, continuando operativo hasta el 29 de mayo de 1981. Fue el mayor espectrómetro en órbita de su tiempo.  
Fue construido por el Jet Propulsion Laboratory (JPL) y constaba de los siguientes instrumentos para estudiar las bandas de rayos cósmicos y de rayos gamma:
- Heavy Nuclei Experiment
- Cosmic Ray Isotope Experiment
- Gamma-Ray Spectroscopy Experiment

El análisis posterior de los datos obtenidos por el HEAO-3 reveló aproximadamente 130 destellos de rayos gamma.